# Борд (Верхние Пиренеи)
Борд (фр. Bordes, окс. Bòrdas) — коммуна во Франции, находится в регионе Юг — Пиренеи. Департамент — Верхние Пиренеи. Входит в состав кантона Турне. Округ коммуны — Тарб.
Код INSEE коммуны — 65101.

## География

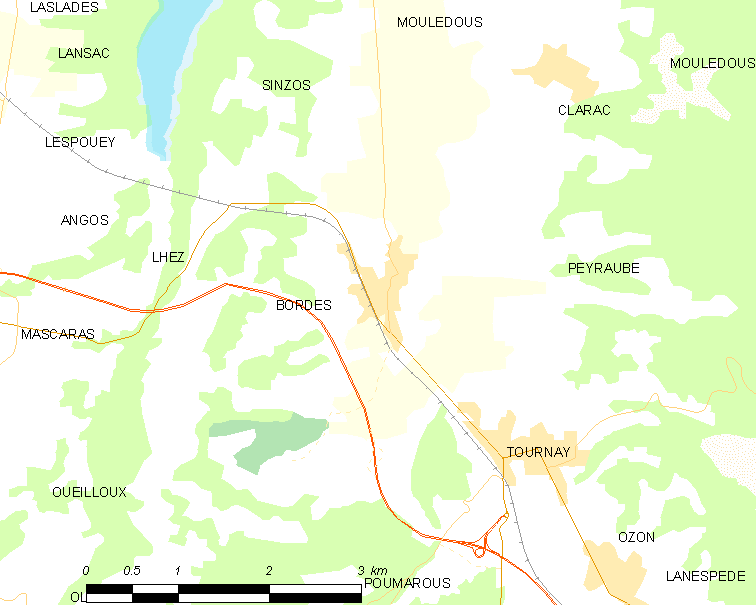
Карта коммуны

Коммуна расположена приблизительно в 650 км к югу от Парижа, в 110 км юго-западнее Тулузы, в 13 км к востоку от Тарба.
Коммуна расположена в местности Бигорр. По территории коммуны протекают реки Аррет и Аррос.

## Климат
Климат умеренно-океанический с солнечной тёплой погодой и обильными осадками на протяжении практически всего года.

## Население
Население коммуны на 2010 год составляло 726 человек.
| 1962 | 1968 | 1975 | 1982 | 1990 | 1999 | 2010 |
| ---- | ---- | ---- | ---- | ---- | ---- | ---- |
| 514  | 540  | 538  | 493  | 522  | 555  | 726  |

## Администрация
| Период | Период | Фамилия            | Партия | Примечания |
| ------ | ------ | ------------------ | ------ | ---------- |
| 1925   | 1945   | Альфонс Вержес     |        |            |
| 1945   | 1971   | Жан Базюс          |        |            |
| 1971   | 1995   | Жан Дюбарри        |        |            |
| 1995   | 2005   | Жерар Клавери Форж |        |            |
| 2005   | 2020   | Жан Лапорт         |        |            |

## Экономика
В 2010 году среди 447 человек трудоспособного возраста (15-64 лет) 334 были экономически активными, 113 — неактивными (показатель активности — 74,7 %, в 1999 году было 72,6 %). Из 334 активных жителей работали 306 человек (154 мужчины и 152 женщины), безработных было 28 (12 мужчин и 16 женщин). Среди 113 неактивных 39 человек были учениками или студентами, 46 — пенсионерами, 28 были неактивными по другим причинам.

## Фотогалерея

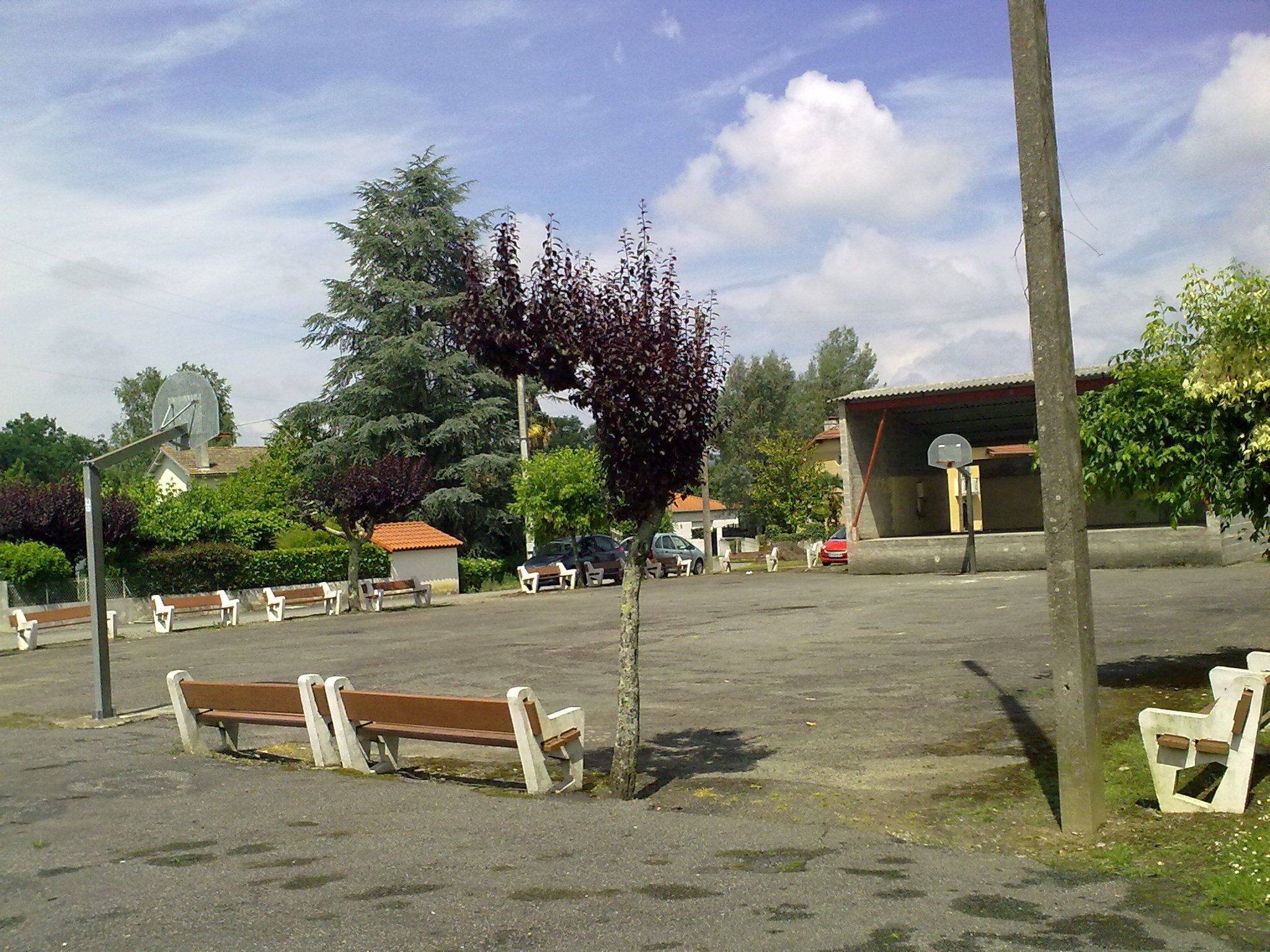
Борд
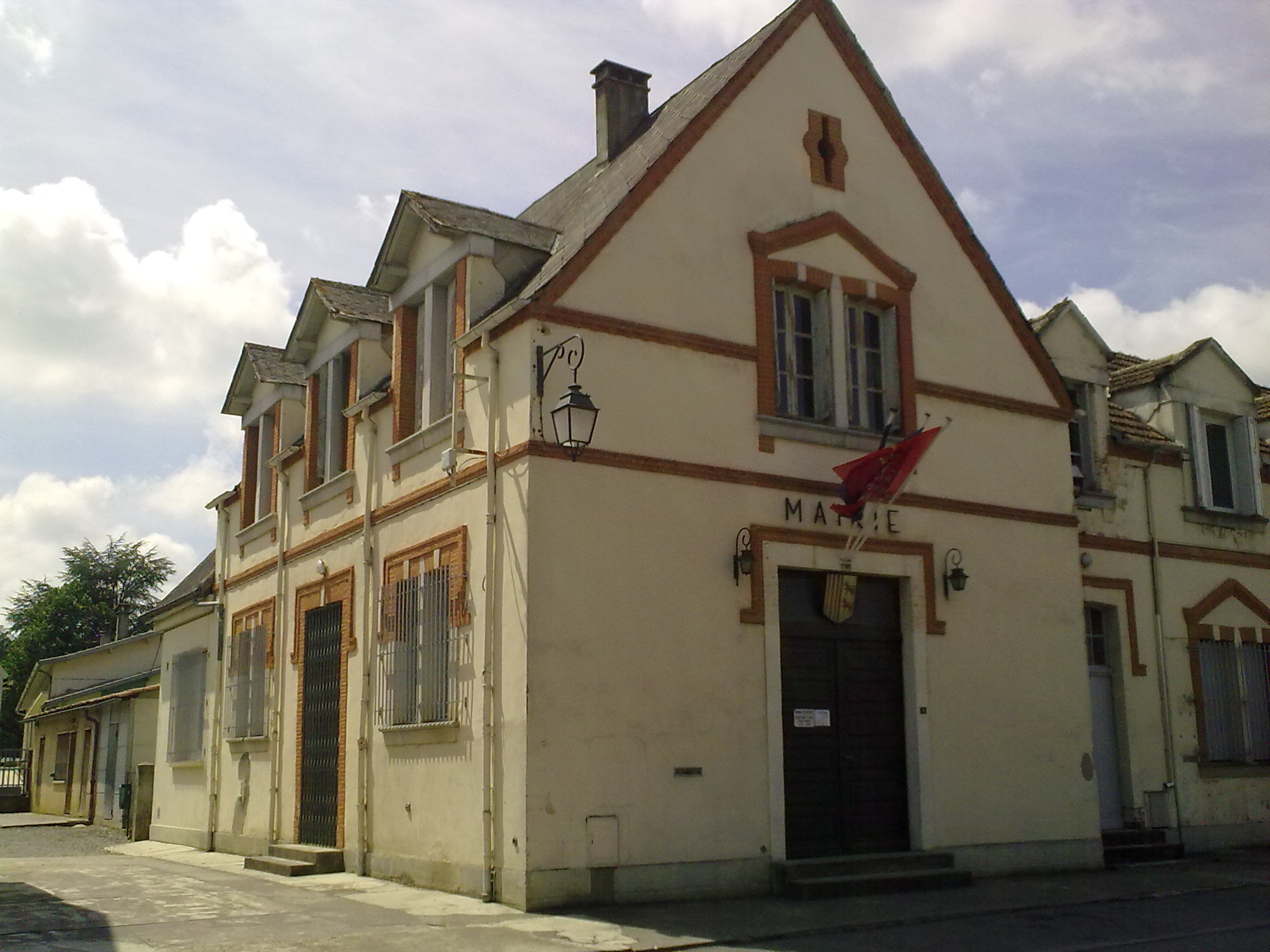
Мэрия
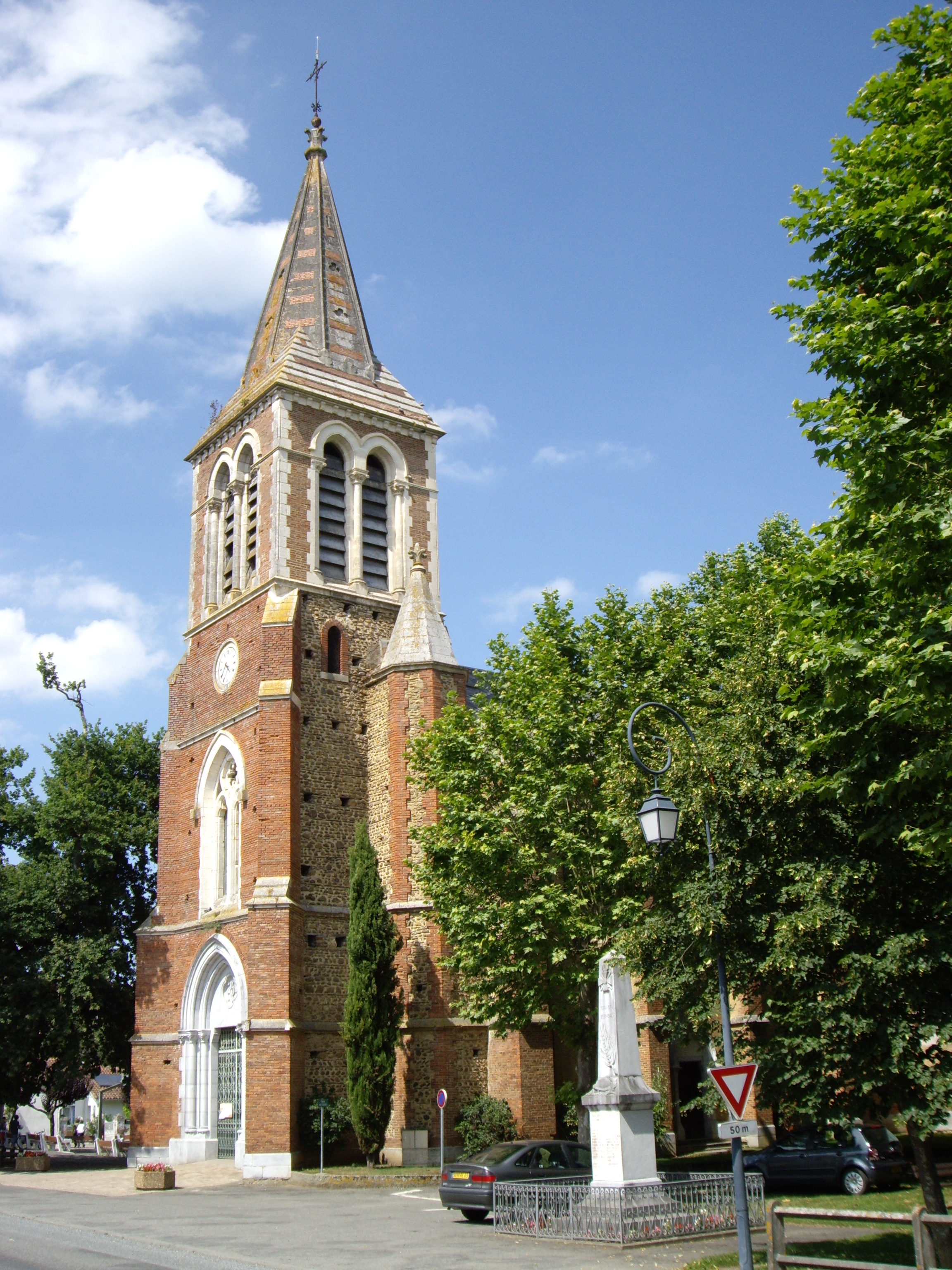
Церковь Св. Кристофера
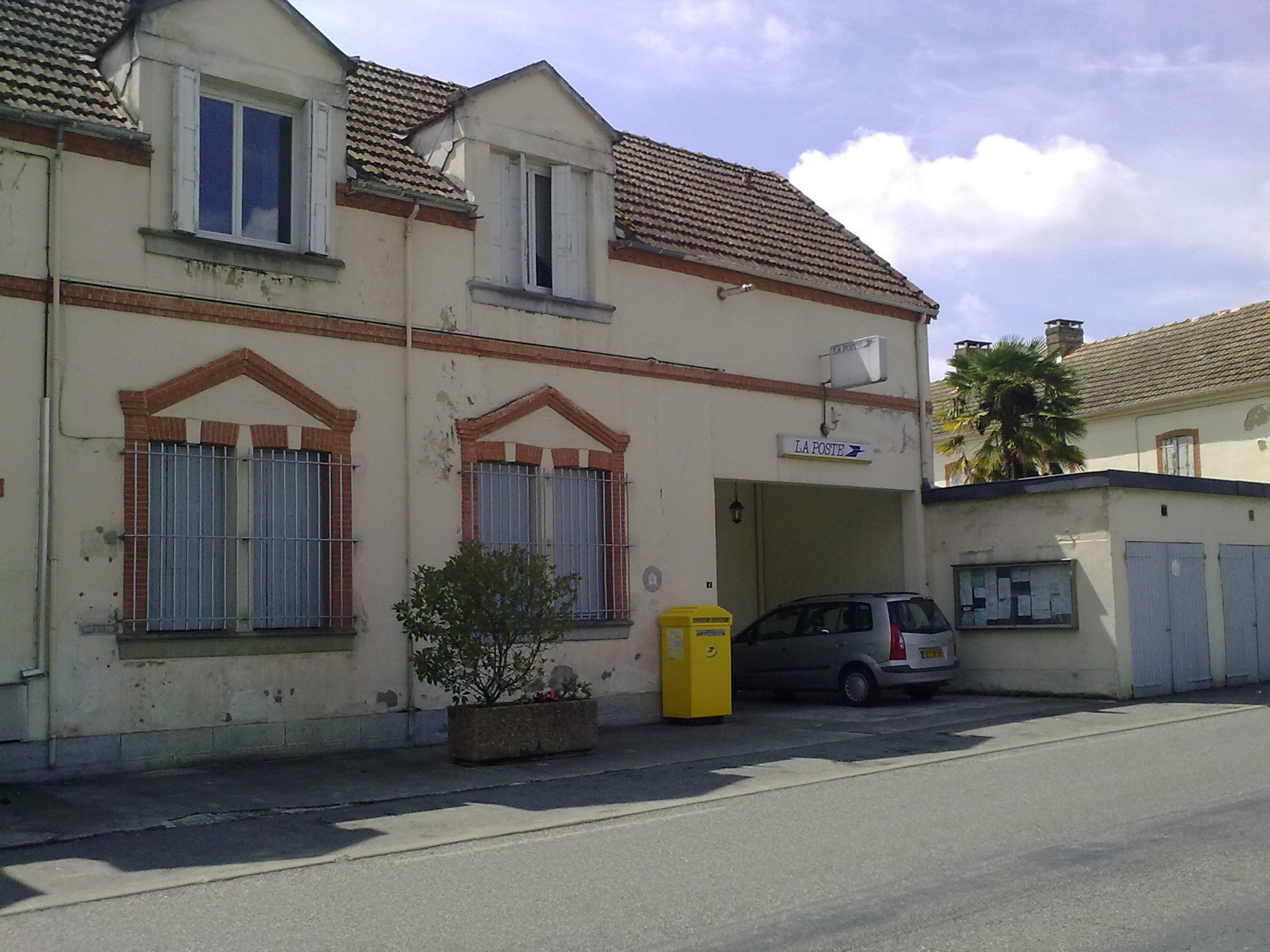
Почта
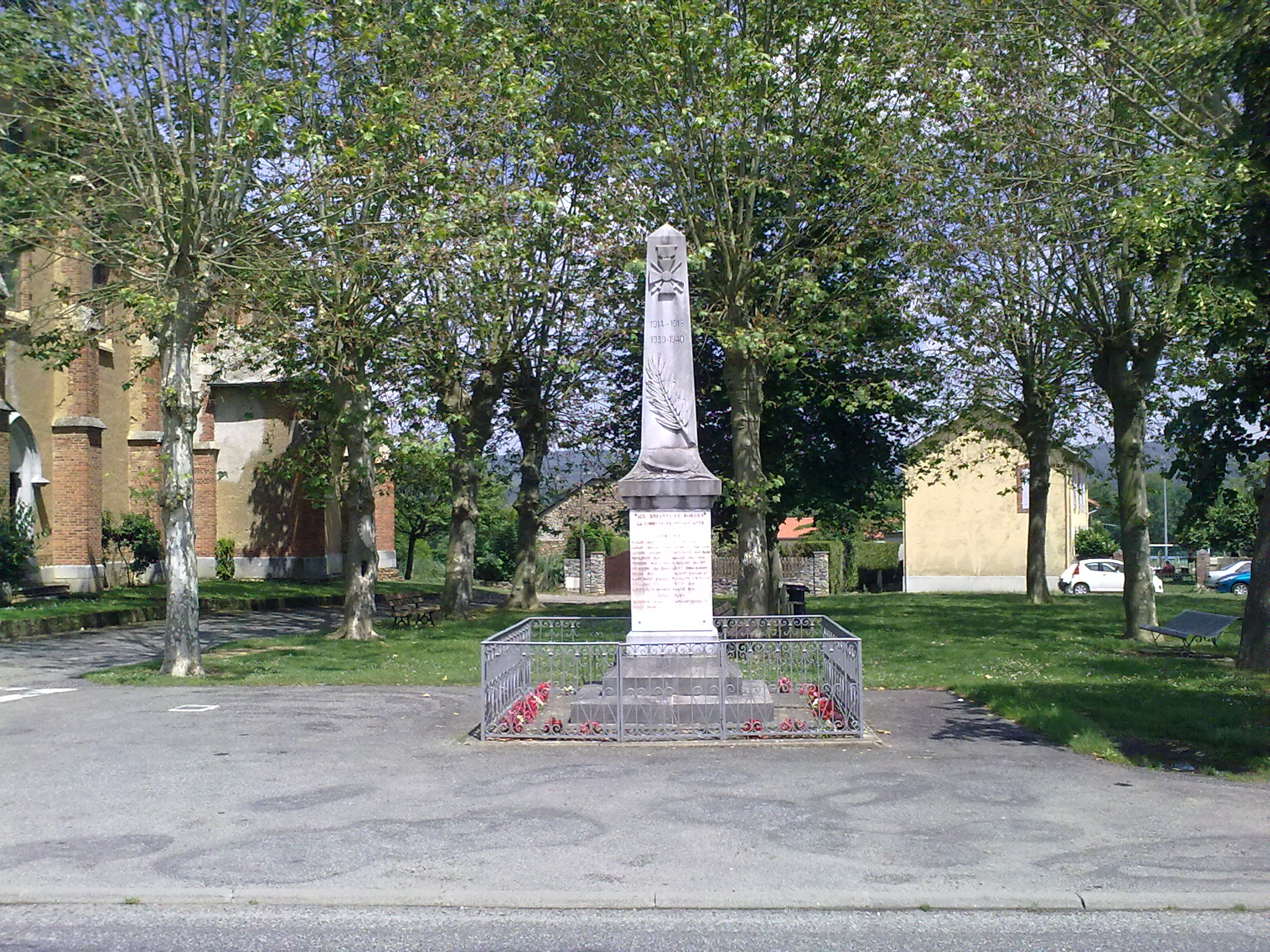
Военный мемориал